# Bibliotheca Alexandrina
La Biblioteca Alexandrina (en idioma árabe: مكتبة الإسكندرية, Maktabat al-Iskandarīyah) es una importante biblioteca y centro cultural situado en la ciudad egipcia de Alejandría, en la costa del mar Mediterráneo. Fue construida en conmemoración de la antigua Biblioteca de Alejandría, destruida en la Antigüedad, intentando reavivar la brillantez que este anterior centro de estudio y erudición representó.
En 1987 surgió un ambicioso proyecto cultural: construir una nueva biblioteca —la Bibliotheca Alexandrina— en la ciudad de Alejandría para recuperar así un enclave mítico de la Antigüedad, patrimonio de la Humanidad. Esto ocurría unos 1600 años después de la desaparición definitiva de aquellas grandes colecciones del saber. Para llevar a cabo semejante proyecto se unieron los esfuerzos económicos de diversos países europeos, americanos y árabes, más el gobierno de Egipto y la Unesco. El presupuesto en aquel año fue de 230 millones de dólares. Las obras empezaron el 15 de mayo de 1995 y se terminaron el 31 de diciembre de 1996. El 16 de octubre de 2002, la actual Biblioteca de Alejandría abrió sus puertas, 1360 años después. A su inauguración acudieron tres reinas: la de España, la de Suecia y la de Jordania, además de algunos jefes de Estado.
El edificio fue diseñado por el estudio de arquitectura noruego Snøhetta, con forma de un enorme cilindro de cemento, cristal y granito, realizado con materiales traídos desde Asuán para la fachada, dispuesta con bajorrelieves caligráficos de la mayoría de las lenguas del mundo. Está situado en el malecón de Alejandría, cerca del lugar donde se supone que se encontraba la antigua biblioteca. 
Tiene una superficie de 36 770 metros cuadrados con una altura de 33 metros. Consta de once niveles, de los cuales cuatro se hallan por debajo del nivel de la calle. Posee una sala hipóstila de estilo egipcio, sostenida por columnas de hormigón y madera noble, situada en el centro del edificio, destinada para lectura, con un aforo de 2000 personas. Su cubierta es circular, haciendo así un homenaje al dios egipcio Ra, el dios del Sol. Esta cubierta está diseñada y construida de tal manera que la combinación de vidrio y aluminio tamiza la luz interior, mientras que por fuera se refleja hacia el Mediterráneo, como un recuerdo del famoso Faro de Alejandría.
Se estima que el número de libros podrá llegar a los veinte millones aunque inicialmente dispuso de unos 200 000; la mayoría de ellos son donaciones. Recibió, por ejemplo, en 2010 una donación de 500 000 libros por parte de la Biblioteca Nacional de Francia, libros impresos y publicados en Francia.  Hay unos 50 000 mapas, 10 000 manuscritos, 50 000 libros únicos y además ejemplares del mundo moderno, con unos 10 000 archivos multimedia de audio y 50 000 visuales. Todo esto lo dirigen y supervisan unos 600 funcionarios.

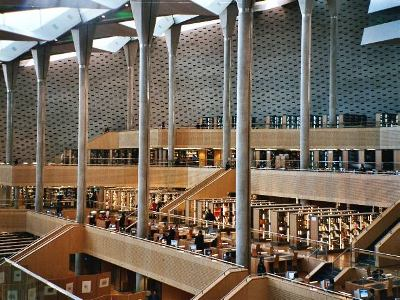
Vista interior.

Vista panorámica.

Dependiente de esta biblioteca se han construido además otros dos edificios, uno dedicado a centro de conferencias y otro a planetario que consta de tres museos: de la Ciencia, de la Caligrafía y de la Arqueología. Hay además un laboratorio de restauración, una biblioteca para niños invidentes o discapacitados y una moderna imprenta.
La biblioteca hospeda la anual Feria Internacional del Libro de Alejandría, que se creó pocos años después de la edificación de la biblioteca.

## Servicios como biblioteca
La misión de la Bibliotheca Alexandrina es ser un centro de excelencia en la producción y difusión del conocimiento y ser un lugar de diálogo, aprendizaje y entendimiento entre culturas y pueblos. La Biblioteca de Alejandría ofrece diversas actividades complementarias, como ferias del libro, presentaciones de libros, ceremonias, cine, concursos, conciertos, conferencias, cursos educativos, exposiciones, festivales, foros, conferencias, encuentros, representaciones, presentaciones, actividades de lectura, mesas redondas, seminarios, espectáculos, teatro, cursos de formación, videoconferencias y talleres para adultos, niños, jóvenes y la comunidad académica. Algunos de los espacios y exposiciones de que consta son:

### Biblioteca principal
Puede albergar hasta 8 millones de libros (2016).

### Seis bibliotecas especializadas
- Biblioteca de Artes y Multimedia
- Biblioteca Taha Hussein para discapacitados visuales
- Biblioteca Infantil
- Biblioteca Juvenil
- Biblioteca de Microfichas
- Biblioteca de libros raros y colecciones especiales[9]

### Una copia del Internet Archive
La biblioteca ofrece acceso a libros impresos bajo demanda a través de la Espresso Book Machine.
Véase también más abajo.

### Biblioteca Taha Hussein para ciegos y deficientes visuales
La Biblioteca Taha Hussein contiene material para ciegos y deficientes visuales que utiliza un software especial que permite a los lectores leer libros y revistas. Debe su nombre a Taha Hussein, profesor egipcio de árabe y crítico literario y una de las principales figuras del Renacimiento Árabe (Nahda) en literatura, que quedó ciego a los tres años.

### Sección Nobel
Contiene colecciones de libros de los galardonados con el Premio Nobel de Literatura desde 1901 hasta la actualidad. La Sección Nobel fue inaugurada por la Reina Silvia de Suecia y la Reina Sonja de Noruega el 24 de abril de 2002.

### Instituciones internacionales
- Oficina Regional Árabe de la Academia de Ciencias para el Mundo en Desarrollo
- Oficina Regional de la Federación Internacional de Asociaciones de Bibliotecarios y Bibliotecas
- Secretaría de las Comisiones Nacionales Árabes de la UNESCO[14]

## Asociación con Internet Archive
La asociación Bibliotheca Alexandrina/Internet Archive tiene como objetivo preservar el patrimonio para las generaciones futuras y proporcionar acceso universal al conocimiento humano. La Bibliotheca Alexandrina fue la sede de la primera réplica y copia de seguridad externa de Internet Archive.  Internet Archive donó cinco millones de dólares a la BA, que incluían:
- 10.000 millones de páginas web de más de 16 millones de sitios entre 1996 y 2001.
- 2000 horas de emisiones de televisión egipcias y estadounidenses
- 1000 películas de archivo
- 100 terabytes de datos almacenados en 200 ordenadores
- Una instalación de escaneado de libros locales[17]

## Cuatro museos

### Museo de Antigüedades
Creado en 2001, el Museo de Antigüedades de la Bibliotheca Alexandrina es el primer museo arqueológico situado dentro de una biblioteca. Los principales objetivos del museo son promover la investigación, la creatividad y la conciencia cultural. Con aproximadamente 1.316 objetos, la colección del Museo de Antigüedades ofrece una visión de la historia egipcia desde la época faraónica hasta la conquista de Alejandro Magno, pasando por las civilizaciones romanas antes de la llegada del Islam a Egipto. La colección incluye antigüedades subacuáticas del fondo marino del Mediterráneo, cerca del Puerto Oriental y de la Bahía de Abukir.
El museo ofrece descripciones de los objetos en tres idiomas: inglés, árabe y francés.

### Museo de Manuscritos
El Museo de Manuscritos pone a disposición de visitantes e investigadores manuscritos y libros raros. Creado en 2001, el Museo de Manuscritos contiene la mayor colección de manuscritos digitales del mundo. y es una institución académica afiliada a la Biblioteca de Alejandría. Los objetivos declarados del museo son preservar el patrimonio, fomentar los cuadros humanos en la conservación y restauración de manuscritos.
El Museo de Manuscritos funciona junto con el Centro de Manuscritos, que proporciona acceso digital a más de 6.000 libros raros, mapas y documentos de la colección del museo.
El museo alberga tres secciones:
- Colecciones Raras: Esta sección incluye las piezas únicas de la Bibliotheca Alexandrina, como manuscritos originales, libros impresos antiguos, mapas y monedas antiguas.[23]
- Microfilmes: Esta sección incluye microfilmes de unos 30.000 manuscritos raros y 50.000 documentos, así como una colección de The British Library de unos 14.000 manuscritos árabes, persas y turcos, considerada la mayor colección de Europa. Además, los visitantes pueden encontrar un vasto archivo de periódicos nacionales y árabes.
- Exposición Museográfica: Esta sección se divide en el grupo de la Galería de Exposiciones y el grupo de la Exposición Itinerante. La Galería de Exposiciones muestra las publicaciones electrónicas del Centro de Manuscritos y manuscritos digitales seleccionados.

### Museo Sadat
Este museo contiene numerosos objetos personales del presidente egipcio Anwar el-Sadat. Las colecciones incluyen algunos de sus trajes militares, su medalla del Premio Nobel, su ejemplar del Corán, algunas de sus cartas manuscritas, fotografías suyas y de su familia, y el traje militar manchado de sangre que llevaba el día de su asesinato. El museo también contiene una grabación con su voz de parte del Corán y diversos artículos de prensa escritos sobre él.

## Costos iniciales y de explotación
La polémica comenzó en cuanto se hizo la petición de financiación para el proyecto, en la década de 1990. Primero fue el presidente de los Emiratos Árabes Unidos quien concedió una suma considerable (20 millones), seguido de Sadam Huseín (21 millones), dos líderes de países totalitarios: el primero era pro-talibaness y el otro, dispuesto a invadir Kuwait. Además, el proyecto de la Bibliotheca se estimó inicialmente en 65 millones de dólares finalmente el costo total superó los 250 millones de dólares más del triple de su precio inicial. Aziz Abid, corresponsal del proyecto en la UNESCO, temía que los precios se dispararan y, sobre todo, que se agotaran los recursos locales en una ciudad legendaria cuya realidad es hoy muy distinta. Los costes recurrentes anuales se han estimado en 30 millones de dólares (salarios y adquisiciones). Un lujo que la comunidad no podía permitirse, dado que la mayoría de la población era pobre y analfabeta, reservando en última instancia la biblioteca para los ricos. Como informó Chris Lakeman, algunos señalaron que ese dinero podría haberse invertido en bibliotecas ya existentes o incluso en proyectos sociales.